# Stephen Lewis (actor)
Stephen Lewis (Poplar, 17 de diciembre de 1926-Wanstead, 12 de agosto de 2015) fue un actor, comediante, director, guionista y dramaturgo británico, más conocido por sus papeles como inspector Cyril Blake en el sitcom On the Buses, Clem "Smiler" Hemmingway en Last of the Summer Wine, y Harry Lambert en  Oh, Doctor Beeching!

## Primeros años
Lewis nació en el hospital de maternidad Todos Los Santos en Poplar, Londres. Comenzó su carrera como marino mercante, pero se decidió a dejarla durante una actuación del Theatre Workshop, bajo la dirección de Joan Littlewood. Era común que después de las actuaciones los espectadores fueran invitados a conocer a los actores. Fue invitado a una audición, por lo que dejó el mar para convertirse en miembro de la compañía.

## Fallecimiento
Durante la madrugada del 12 de agosto de 2015, Lewis murió en un asilo de ancianos a los 88 años.

## Filmografía parcial
| Año       | Título                        | Papel                          |
| --------- | ----------------------------- | ------------------------------ |
| 1969–1973 | On the Buses                  | Inspector Cyril "Blakey" Blake |
| 1974–1975 | Don't Drink the Water         | Inspector Cyril "Blakey" Blake |
| 1977      | The Fosters                   | Mr Wilberforce                 |
| 1982      | Rep                           | Royston Flagg                  |
| 1988–2007 | Last of the Summer Wine       | Clem "Smiler" Hemmingway       |
| 1990      | One Foot in the Grave         | Vince                          |
| 1991      | 2point4 Children              | Instructor de manejo           |
| 1995      | The All New Alexei Sayle Show | Alf                            |
| 1995–1997 | Oh, Doctor Beeching!          | Harry Lambert                  |
| 2004      | Revolver                      | Varios personajes              |